# Michael von Hintzenstern
Michael von Hintzenstern (* 29. Februar 1956 in Eisenach) ist ein deutscher Musiker, Komponist, Autor und Journalist.

## Leben
Michael von Hintzenstern ist der zweite Sohn des Landesjugendpfarrers Herbert von Hintzenstern und seiner Frau Johanna, geborene Bauer. Er wuchs ab 1957 in Weimar auf, wo der Vater als Chefredakteur der evangelischen Sonntagszeitung Glaube und Heimat und als Leiter der Pressestelle der Evangelisch-Lutherischen Kirche in Thüringen wirkte.
Er lernte Violin- und Klavierspiel. Praktische Erfahrung im Duo erwarb er mit dem drei Jahre älteren Bruder Matthias von Hintzenstern.  Mit 14 Jahren erhielt er Kompositionsunterricht an der Hochschule für Musik Franz Liszt Weimar.
Er studierte nach dem Abitur an der EOS „Friedrich Schiller“ in Weimar von 1975 bis 1978 Orgel/Chorleitung an der Thüringer Kirchenmusikschule in Eisenach (B-Examen).
Danach war er als Organist an Eisenachs Annenkirche und als Redaktionsmitarbeiter der evangelischen Wochenzeitung Thüringens Glaube und Heimat tätig. Parallel studierte er als Gasthörer Musikwissenschaft an der Martin-Luther-Universität Halle-Wittenberg, ohne Belegung der ideologischen Fächer.
Ab 1972 war er als Musikkritiker für das Thüringer Tageblatt, die Neue Zeit und ab Ende der 1980er-Jahre für Musik und Gesellschaft tätig, zudem veröffentlichte er Beiträge in BRD-Zeitschriften wie „Musik und Kirche“, „Der Kirchenmusiker“ und „Neuland-Jahrbuch“. Seit 1981 betreute von Hintzenstern thematische Sendungen beim „Weimarer Abend“ von Radio DDR II.
Im Jahr 1984 rief er Konzert-Zyklen mit kulturhistorischen Bezügen in Ettersburg (zu Johann Sebastian Bach und Franz Liszt), in Gelmeroda (zu Lyonel Feininger) und in Tiefurt (zu Alexander Wilhelm Gottschalg) ins Leben. Von Hintzenstern war als Musiker seit 1984 jährlich außerhalb der DDR zu Konzertreisen im westlichen Ausland unterwegs. 1988 startete er in der Dorfkirche Denstedt die 1. Tage Neuer Musik, die seitdem jährlich stattfinden (seit 1990 in Weimar). 1989 gründete er mit Hans Tutschku die Klang Projekte Weimar, um nach eigenen Worten „eigenständig und ohne ideologische Beeinflussung für zeitgenössische Musik einzutreten“. 1991 entstand als weiteres Ensemble der „Experimentalchor Weimar“ (seit 2009 als „Absurder Chor Weimar“ aktiv). Im selben Jahr schloss sich die mittlerweile thüringenweite Konzertreihe „Neue Wege zur Musik – Wege zur Neuen Musik“ an. Seit 1992 wirkt er als Kurator der Stadt- und Dorfkirchenmusiken im Weimarer Land.
1999 engagierte er sich als Kurator der 33 Konzerte für '99 der europäischen Kulturhauptstadt Weimar und als Autor des 80-seitigen Programmbuches (in Deutsch und Englisch) sowie eines Begleitbandes „Kirchen im Weimarer Land – 22 Porträts“ (Hain Verlag Rudolstadt).
Seit Sendebeginn des nichtkommerziellen Lokalradios Radio Lotte Weimar am 22. August 1999 moderierte Michael von Hintzenstern wöchentlich zwei einstündige Live-Sendungen, die (Talk-)Show royal (bis 2007) und das Magazin Neue Töne. 1999 lehrte er gemeinsam mit Günther Schatter an der Bauhaus-Universität Weimar zum Thema „Die Emanzipation des Geräuschs in der Kunst des 20. Jahrhunderts“.
2007 und 2008 war er Kirchenmusiker an der Jakobskirche in Weimar. 2008 kuratierte von Hintzenstern im Stadtmuseum Weimar die Ausstellung zum 100. Todestag von Liszts „legendarischem Kantor“ Alexander Wilhelm Gottschalg. Die Ausstellung war auch in Tiefurt, im Lutherhaus Eisenach, in Erfurts Michaeliskirche und Apoldas Lutherkirche zu sehen.
Von Hintzenstern war 2009 Initiator der Konzertreihe Klang – Rausch – Orgel sowie der Dada-Dekade 2012–2022, die das 100. Jubiläum eines Internationalen Kongresses der Dadaisten und Konstruktivisten vorbereitete. In diesem Zusammenhang gibt es seit 2015 die monatliche, halbstündige TV-Show „Dada royal“ auf Salve.tv.
Seine Tätigkeit als Kulturredakteur der evangelischen Wochenzeitung Glaube und Heimat (halbe Stelle) endete nach 42 Jahren am 31. Dezember 2020.
Michael von Hintzenstern ist aktuell (Stand: Februar 2021) als Präsident des Vereins Klang Projekte Weimar e. V., als Künstlerischer Leiter der „Tage Neuer Musik in Weimar“, als Organist und Kurator der „Konzerte an der Liszt-Orgel Denstedt“ und diverser Konzertzyklen aktiv. Hinzu kommt seine rege Konzerttätigkeit als Solist und mit verschiedenen Ensembles.
Seit 1994 ist Michael von Hintzenstern Mitglied des Präsidiums des Landesmusikrates (LMR) Thüringen, zu dessen Gründern er 1990 gehörte; von 1995 bis 2019 war er Leiter der Arbeitsgruppe Neue Musik im LMR und von 2015 bis 2018 dessen Vizepräsident.

## Engagement für Karlheinz Stockhausen
Von Hintzenstern geriet in jungen Jahren als Befürworter „spätbürgerlich-dekadenter Avantgardemusik“ in Misskredit: Seit 1970 hatte er Kontakt mit dem Komponisten Karlheinz Stockhausen. Er reiste so oft wie möglich zu Stockhausen-Uraufführungen.
1980 erfolgte die Gründung des Ensemble für Intuitive Musik (EFIM), das sich besonders für Werke des in der DDR tabuisierten Komponisten Karlheinz Stockhausen einsetzte, mit gemeinsamer Probenarbeit mit Stockhausen 1991 und 2005 sowie im selben Jahr mit der CD-Produktion „Für kommende Zeiten“, für die Karlheinz Stockhausen die Klangregie innehatte.
Von 1982 bis 1989 gab EFIM gemeinsam mit dem Trompeter Markus Stockhausen (Köln) 30 Konzerte in der DDR und bildete damit ein deutsch-deutsches Ensemble, was zu dieser Zeit ein Tabubruch war.
1988 realisierte Michael von Hintzenstern in Radio DDR II eine Sendung zum 60. Geburtstag von Stockhausen; das ausgestrahlte Interview hatte er zuvor in Mailand mit einem Kassettenrecorder aufgezeichnet. Mit Stockhausen führte er bis zu dessen Tod 2007 umfangreiche Korrespondenz.

## Engagement für Franz Liszt
1986 organisierte Michael von Hintzenstern ein Internationales Symposium über die Kirchenmusik von Franz Liszt in Weimar zu dessen 100. Todestag und 175. Geburtstag. Er veröffentlichte Urtext-Ausgaben Lisztscher Chorwerke im Carus-Verlag Stuttgart sowie Beiträge zum Text-Band der Gesamtausgabe von Liszts Orgelwerken in der Universal Edition Wien. Regelmäßig lässt er Liszt-Werke an der Liszt-Orgel in Denstedt erklingen.

## Liszt-Orgelin Denstedt
Seit 1986 wirkt Michael von Hintzenstern als Organist an der von ihm so benannten „Liszt-Orgel“ in der Dorfkirche Denstedt in Denstedt bei Weimar, die er 1980 wiederentdeckte und deren Restaurierung er 1993 sowie 2011 initiierte.

## Auszeichnungen
- 1976 wurde er Preisträger des Internationalen Kompositionswettbewerbs in Boswil/Schweiz (erneute Teilnahme 1980), die Auszeichnung war mit einem dreimonatigen Studienaufenthalt im Künstlerhaus Boswil verbunden.
- Am 3. Oktober 1996 wurde Michael von Hintzenstern mit dem Weimar-Preis der Stadt Weimar als Dank und Anerkennung ausgezeichnet für sein „engagiertes Wirken auf dem Gebiet der zeitgenössischen, experimentellen und intuitiven Avantgardemusik, mit dem er einen wesentlichen Beitrag zur Bereicherung der kulturellen Landschaft Weimars geleistet hat“.
- Am 2. Juli 2023 erhielt er die Auszeichnung mit der Ehrennadel des Landesmusikrates Thüringen für seine Verdienste für das Thüringische Musikleben.

## Publikationen und Herausgeberschaft
- Michael von Hintzenstern: Kirchen im Weimarer Land – 22 Porträts. Mit Fotografien von Bert Zander, Rudolstadt 1999, Hain-Verlag, ISBN 978-3-930215-84-3[10]
- Ko-Autor in: Kultur in Weimar – 20 Jahre Weimar-Preis. Fritz von Klinggräff (Hrsg.) Weimar 2011, ISBN 978-3-941830-19-6
- Chorwerke von Franz Liszt[11]
- Klänge des Augenblicks – 44 Jahre Ensemble für Intuitive Musik Weimar, ISBN 978-3-00-078834-5

## Musikdokument
- Ensemble für Intuitive Musik Weimar: Klang-Reise – Live-Mitschnitte aus den Jahren 1996 bis 2003. Mit Matthias von Hintzenstern als Ensemble-Mitglied (Violoncello). Weimar 2004, CD-Nr. 040901

## Veröffentlichungen über Michael von Hintzenstern
- „Stockhausen fand ich gut“, Neues Deutschland, 24. Oktober 2017
- „Avantgardistische Hausmusik“, Ostthüringer Zeitung, 14. Mai 2007
- „Es ist fünf nach zwölf“, Hup-Konzert gegen Neo-Nazis, Thüringische Landeszeitung ff. (TLZ), 13. April 2002
- „Sockel regt Fantasie an, Kromsdorf stets für Überraschungen gut“ von Christiane Weber, TLZ, 5. Juni 2001
- „Jena kocht!“ (Als König von Thüringen mit Kochorchester), Thüringer Allgemeine, 6. Juni 2000
- „Der letze Schlömer: Heitere Badeballade“ von Frank Quilitzsch, TLZ, 26. Juni 1996
- „Vom Wiehern des Pferdes umweht, Joachim Schlömers Tanzstück „Geschenk am Fuß“ beim Weimarer Kunstfest“, Rhein-Pfalz, 27. Juni 1996
- „Knallfrösche?“, TLZ, 3. Februar 1976
- „Kompositionen von Studenten“, „Das Volk“ (SED-Parteizeitung, Bezirk Erfurt), 12. Februar 1976